# Atlanta (Michigan)
Atlanta – jednostka osadnicza w USA, w stanie Michigan, na Półwyspie Dolnym (region Northern Michigan), w hrabstwie Montmorency (siedziba władz hrabstwa. W obszarze miasta leży jezioro Crooked Lake. W mieście znajduje się stacja wdrożeniowa i doradcza Michigan State University, a na północ od miasta leżą obszary chronione (Clear Lake State Park i Atlanta State Forrest Area). W 2010 r. miejscowość zamieszkiwało 827 osób, a w przeciągu dziesięciu lat liczba ludności spadła o 10,7%.